# Ананян Джемма Гургенівна
Джемма Гургенівна Ананян (9 червня 1931, місто Каравансарай, тепер Іджеван, Вірменія — 2 вересня 2018, Вірменія) — радянська діячка, 1-й секретар Іджеванського районного комітету КП Вірменії, марзпет (губернатор) Тавуша. Член Центральної контрольної комісії КПРС та член Президії ЦКК КПРС у 1990—1991 роках. Депутат Верховної ради Вірменської РСР (1985—1995) та Національних Зборів Республіки Вірменія (1995—1999).

## Життєпис
Народилася в родині робітника. У 1947 році закінчила Каравансарайську (Іджеванську) середню школу Вірменської РСР.
У 1947—1951 роках — студентка Єреванського державного педагогічного інституту імені Абовяна, педагог-філолог.
У 1951—1957 роках працювала завідувачем навчальної частини та вчителькою восьмирічної школи міста Іджевана. У 1957—1959 роках — вчителька вірменської мови та літератури в середній школі міста Іджевана.
Член КПРС з 1952 року.
У 1959—1963 роках — секретар, 2-й секретар Іджеванського районного комітету КП Вірменії.
У 1963—1965 роках — заступник секретаря Іджеванського сільського виробничого партійного комітету (парткому) КП Вірменії.
У 1965—1977 роках — 2-й секретар Іджеванського районного комітету КП Вірменії.
У 1977—1983 роках — голова виконавчого комітету Іджеванської районної ради народних депутатів.
У 1983—1991 роках — 1-й секретар Іджеванського районного комітету КП Вірменії.
У травні 1991—1995 роках — голова виконавчого комітету Іджеванської районної ради народних депутатів.
У 1994 році стажувалася в Міжнародному інституті права у Вашингтоні (США).
У липні 1995 — лютий 1999 року — марзпет (губернатор) марзу Тавуш.
Одночасно в 1995—1999 роках — депутат Національних Зборів Республіки Вірменія 1-го скликання. Член та заступник голови постійної комісії Національних зборів із соціальних питань, охорони здоров'я та охорони природи. 
У травні 1999 — квітні 2000 року — головний радник міністра територіального управління та оперативних питань Вірменії.
З квітня по липень 2000 року — радник міністра охорони здоров'я та соціального захисту Вірменії.
У липні 2000 — червні 2003 року — радник міністра соціального забезпечення Вірменії.
У 2003—2007 роках — головний спеціаліст депутатської групи «Народний депутат» Національних зборів Вірменії.
У 2008—2013 роках — радник міністра діаспори Вірменії.
Потім — на пенсії. Померла 2 вересня 2018 року.

## Нагороди та відзнаки
- орден «Знак Пошани»
- медаль «За заслуги перед Батьківщиною» І ст. (Вірменія)
- медалі
- чотири Почесні грамоти Верховної Ради Вірменської РСР